# Nāgāpur
Nāgāpur är en ort i Indien.   Den ligger i distriktet Bid och delstaten Maharashtra, i den centrala delen av landet, 1 100 km söder om huvudstaden New Delhi. Nāgāpur ligger 451 meter över havet och antalet invånare är 7 062.
Terrängen runt Nāgāpur är platt, och sluttar norrut. Runt Nāgāpur är det tätbefolkat, med 411 invånare per kvadratkilometer. Närmaste större samhälle är Parli Vaijnāth, 10,2 km öster om Nāgāpur. Trakten runt Nāgāpur består till största delen av jordbruksmark.